# Saint-Pancrace (Savoia)
Saint-Pancrace è un comune francese di 290 abitanti situato nel dipartimento della Savoia della regione dell'Alvernia-Rodano-Alpi.

## Società

### Evoluzione demografica
Abitanti censiti